# Crémazie
Crémazie – stacja metra w Montrealu, na linii pomarańczowa. Obsługiwana przez Société de transport de Montréal (STM). Znajduje się na granicy dzielnic Ahuntsic-Cartierville i Villeray–Saint-Michel–Parc-Extension.